# Airolo
Airolo (německy Eriels, rétorománsky Iriel, v místním dialektu italsky Airö) je obec ve švýcarském kantonu Ticino, okresu Leventina. Nachází se v nejsevernější části kantonu Ticino, v údolí Valle Leventina. Žije zde přibližně 1 500 obyvatel.

## Geografie
Airolo leží na horním konci údolí Valle Leventina, 55 km severně od kantonálního hlavního města Bellinzony, na jižním úpatí Gotthardského průsmyku na hranici s německy mluvícím Švýcarskem (kanton Uri) a rétorománským Švýcarskem (kanton Graubünden). Západně od Airola se rozprostírá údolí Val Bedretto, z něhož se lze dostat do sousedního kantonu Valais přes průsmyk Nufenenpass a průsmyk Griespass (pouze turistickou stezkou) nebo do italského údolí Val Formazza přes průsmyk Passo San Giacomo (také turistická stezka). Kromě hlavního centra patří k obci také vesnice (místní části) Brugnasco, Fontana, Madrano, Nante a Valle; další osady Albinasca a Bedrina jsou v současnosti neobydlené.
Sousedními obcemi jsou Bedretto, Quinto a Lavizzara v kantonu Ticino, Realp, Hospental a Andermatt v kantonu Uri a Tujetsch v kantonu Graubünden.

## Historie

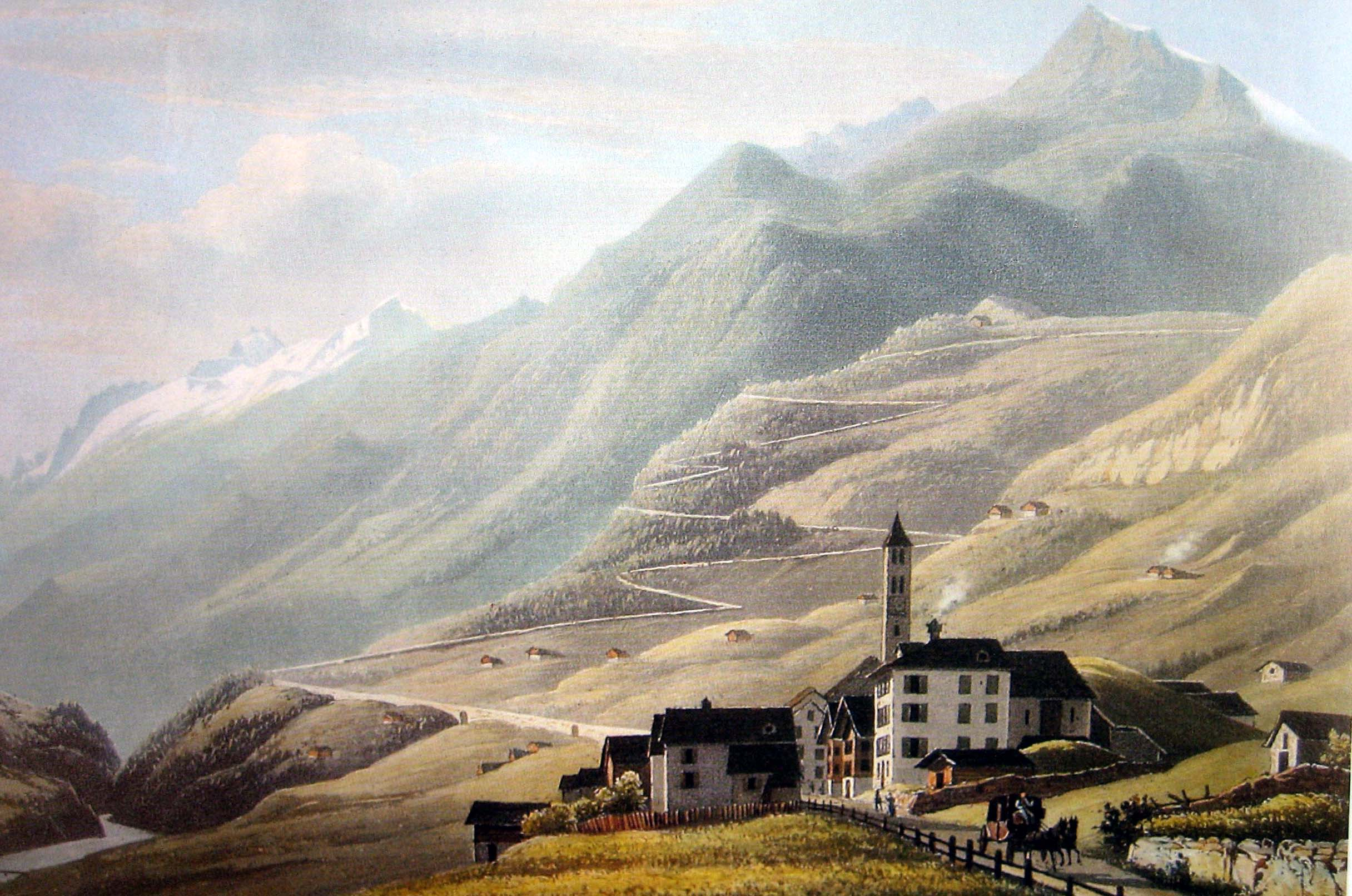
Vyobrazení z 30. let 19. století

Lidé se v Airolu zdržovali již ve 2.–3. století n. l., jak dokládají římské hroby v osadě Madrano. Historie obce Airolo byla vždy ovlivňována dopravou přes Gotthardský průsmyk. Velký hospodářský význam tak mělo pohostinství a obchod s mulami.
Nejstarší doklad o obci pod názvem Oriolo pochází z roku 1210, ve 14. století se objevuje jako Oriollo, Oirolo, Yroll(i)o, Airol(l)o či Ayrolio. Název místa pravděpodobně pochází z lidového latinského slova *oriolu „úzký okraj, hřeben“.
Katolický farní kostel Santi Nazario e Celso byl postaven ve 12. století a poprvé se připomíná spolu s farností v roce 1224. Současná budova byla přestavěna v roce 1879 poté, co ji v roce 1877 zničil požár, při němž shořela velká část vesnice. Věž kostela, zakončená dvouřadými dvojitými arkádami, pochází z románské doby.

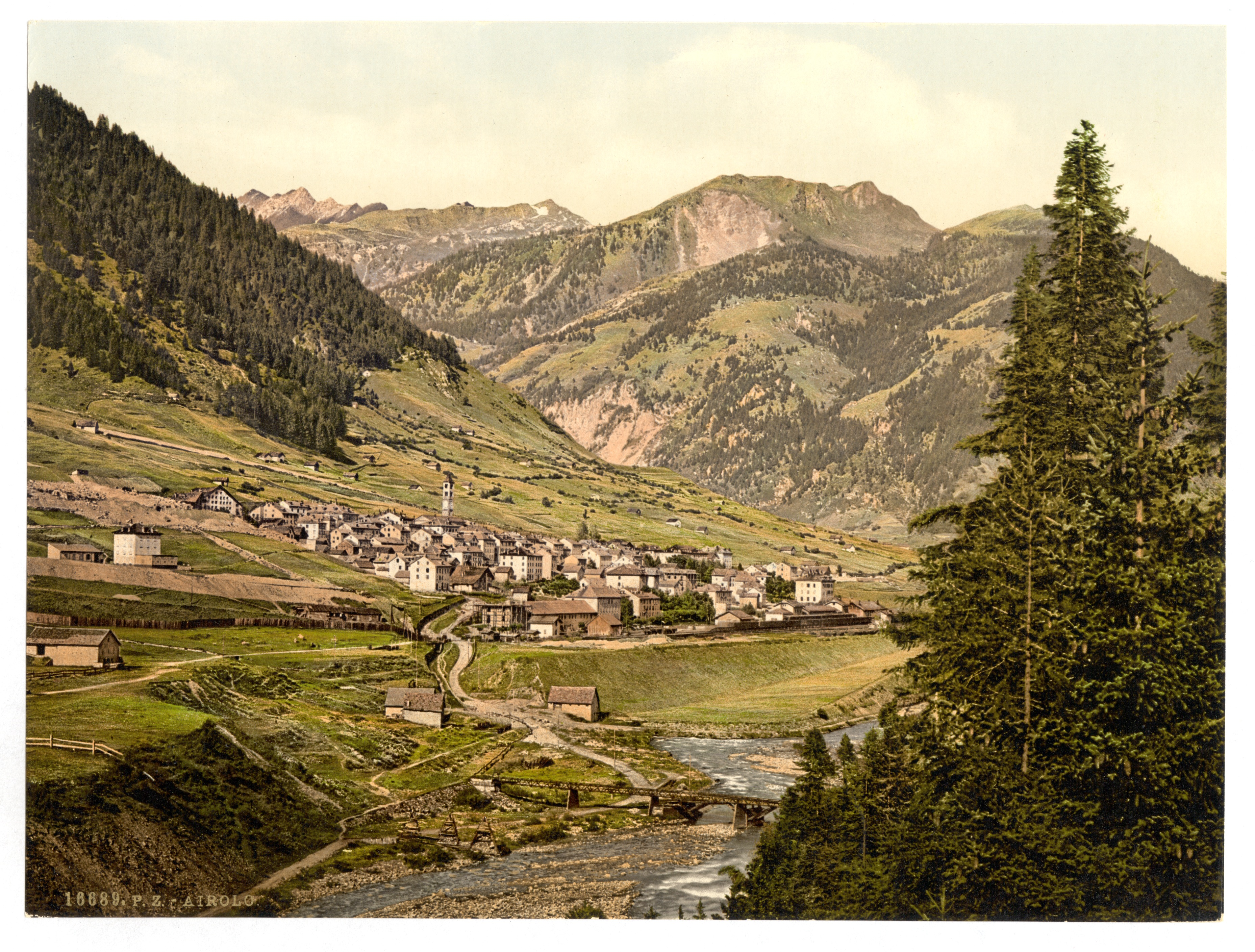
Airolo okolo roku 1895

V roce 1882 byl otevřen Gotthardský železniční tunel s jižním portálem v Airolu. V té době byla obec s 3700 obyvateli druhou největší obcí v Ticinu. Nedaleko nádraží stojí pomník obětem stavby Gotthardského tunelu, bronzový reliéf od Vincenza Vély (1820–1891). Pro vojenskou ochranu Gotthardské silnice a Gotthardského tunelu byly postaveny pevnosti Motto Bartola (1890), Forte Airolo (1890) a Fort Hospiz (1894) jako součást vojenského okrsku Airolo (dnes Caserma Bedrina).
Dne 28. prosince 1898 zničil část obce sesuv půdy a vyžádal si tři oběti na životech. Na ochranu obce byla postavena velká ochranná zeď nad domy. Obrovská lavina si 12. února 1951 vyžádala deset obětí. V průběhu 20. století byly vybudovány četné lavinové bariéry, které pokračují i v novější době.
Již v roce 1890 získalo Airolo elektrické pouliční osvětlení. Airolo bylo první obcí v kantonu Ticino, která vybudovala čistírnu odpadních vod (1969).
Během druhé světové války byly na území obce v rámci švýcarské obranné strategie vybudovány nové dělostřelecké baterie San Carlo (1938), Foppa Grande (1940) a pevnost Sasso da Pigna (1941).
V roce 1980 byl otevřen Gotthardský silniční tunel s jižním portálem v Airolu. Poté došlo k definitivnímu úbytku obyvatel a pracovních míst. V roce 2007 byl například uzavřen kdysi slavný hotel Motta na náměstí Piazza Motta. S výstavbou druhého tubusu se očekává, že od roku 2022 bude v Airolu opět žít až 300 dalších lidí.

## Obyvatelstvo
| Vývoj počtu obyvatel | Vývoj počtu obyvatel | Vývoj počtu obyvatel | Vývoj počtu obyvatel | Vývoj počtu obyvatel | Vývoj počtu obyvatel | Vývoj počtu obyvatel | Vývoj počtu obyvatel | Vývoj počtu obyvatel | Vývoj počtu obyvatel | Vývoj počtu obyvatel | Vývoj počtu obyvatel | Vývoj počtu obyvatel | Vývoj počtu obyvatel | Vývoj počtu obyvatel | Vývoj počtu obyvatel |
| -------------------- | -------------------- | -------------------- | -------------------- | -------------------- | -------------------- | -------------------- | -------------------- | -------------------- | -------------------- | -------------------- | -------------------- | -------------------- | -------------------- | -------------------- | -------------------- |
| Rok                  | 1574                 | 1682                 | 1785                 | 1850                 | 1880                 | 1883                 | 1900                 | 1950                 | 1970                 | 1980                 | 1990                 | 2000                 | 2010                 | 2020                 |                      |
| Počet obyvatel       | 597                  | 1000                 | 1237                 | 1624                 | 3678                 | 3700                 | 1628                 | 2140                 | 1848                 | 1995                 | 1734                 | 1593                 | 1558                 | 1476                 |                      |

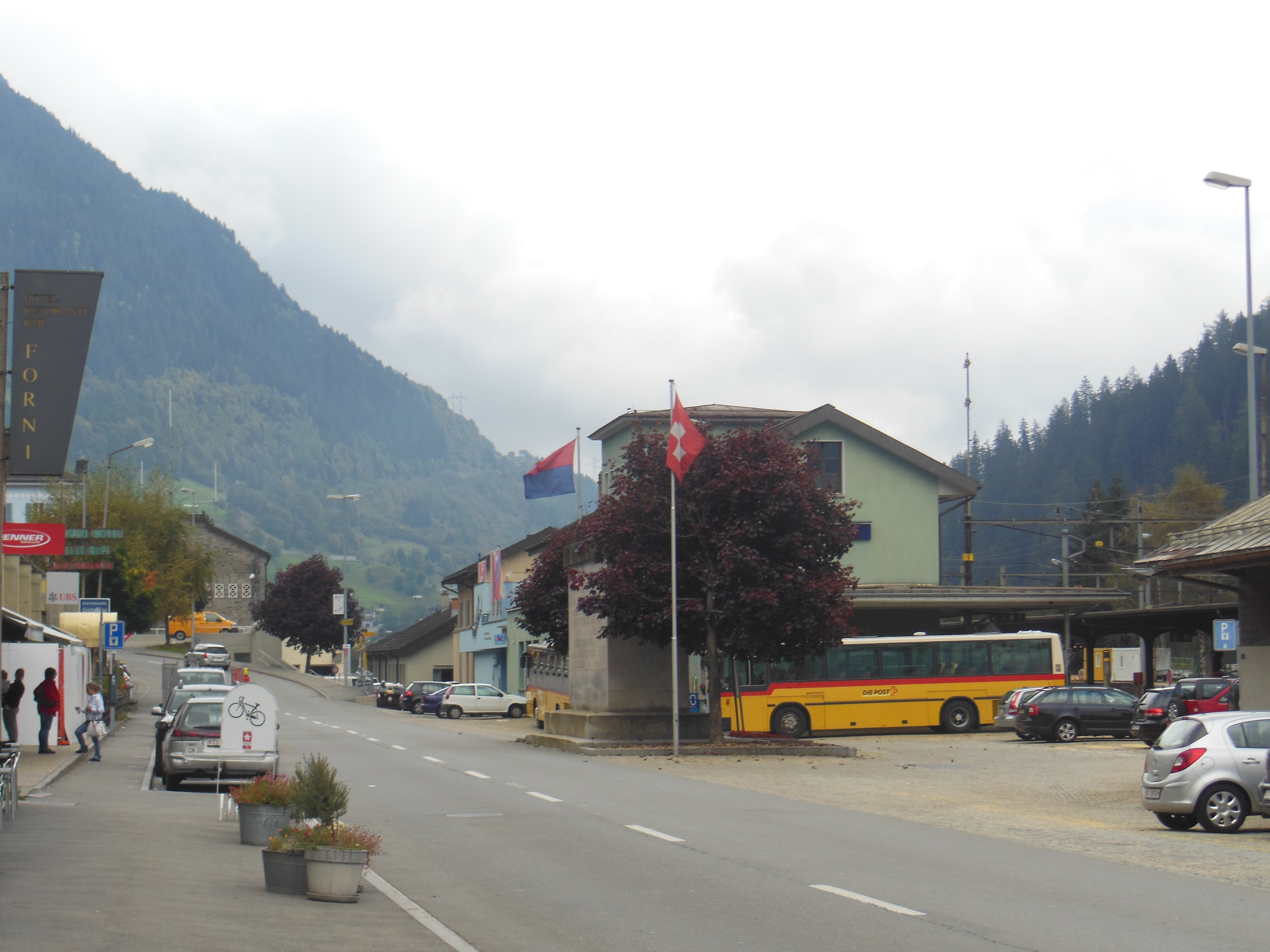
Hlavní ulice v Airolu

Údolí řeky Ticino je jednou z italsky mluvících oblastí Švýcarska. 

## Hospodářství

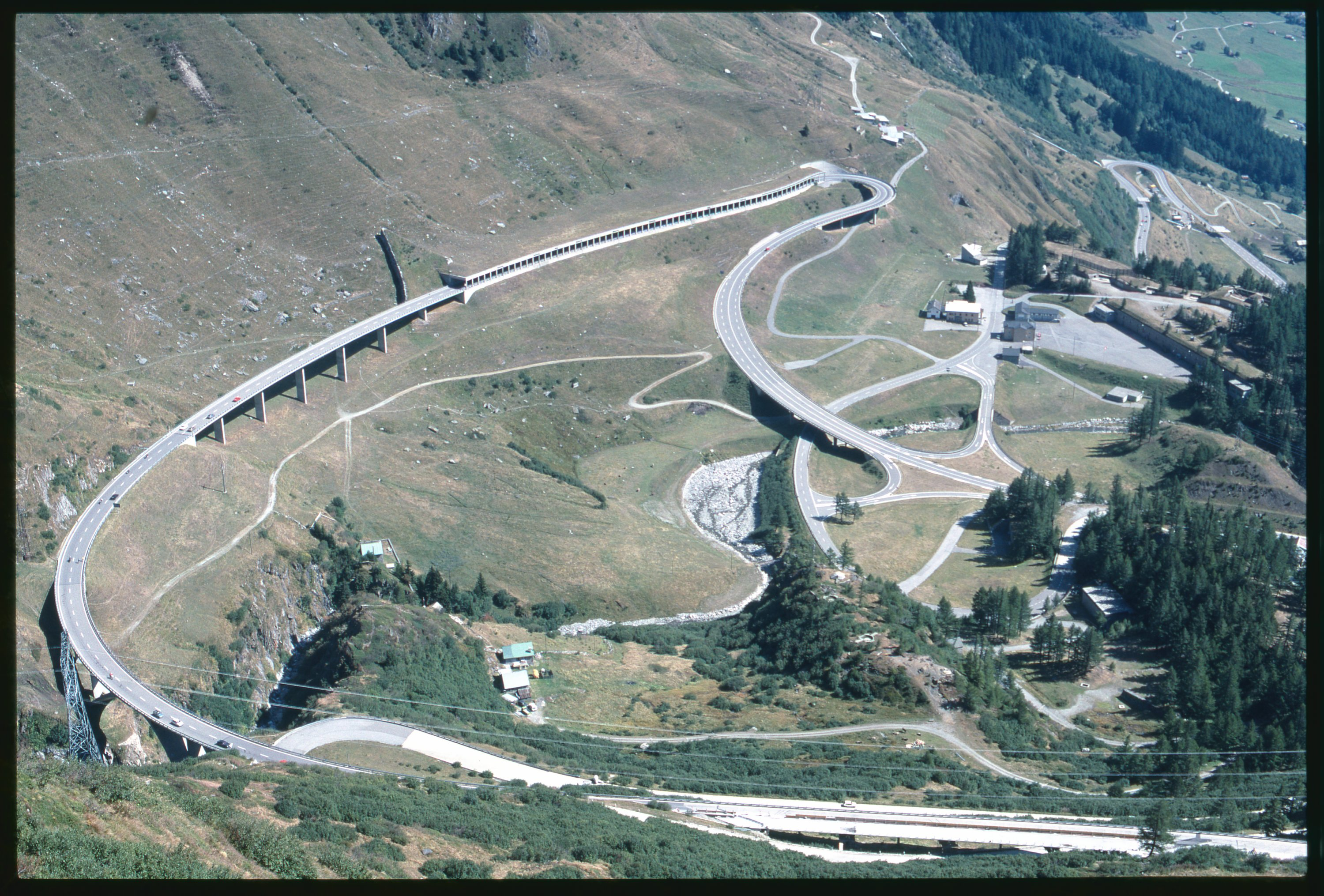
Dálniční křižovatka nad Airolem

Zemědělství hrálo dlouho důležitou roli, ale v současnosti vytváří v oblasti jen málo pracovních míst. Výstavba a provoz výstavní mlékárny (Caseificio dimostrativo del Gottardo) v letech 1995–1997 umožnily lepší odbyt místních zemědělských produktů. V roce 2015 mlékárnu navštívilo přes 77 000 návštěvníků, především ze Švýcarska, Německa, Nizozemska a Itálie. V budově bývalého nádraží se usídlila mlékárna Agroval SA.
V průmyslovém odvětví je na prvním místě stavebnictví. Jedinou významnou továrnou v Airolu je kovozpracující podnik, který zaměstnává asi 100 lidí.
V Airolu se nacházejí servisní společnosti pro železniční a silniční dopravu a také velký vojenský výcvikový prostor, kde se cvičí zdravotnické jednotky švýcarské armády. V důsledku úsporných opatření v armádě a železničních společnostech zaniklo v Airolu mnoho pracovních míst, což vedlo k poklesu počtu obyvatel. Důležitou roli hrály také vodní elektrárny. V roce 1922 postavila obecní elektrárenská společnost elektrárnu Calcaccia, která měla zpočátku pouze Peltonovu turbínu o výkonu 440 kW. Vysokotlaká říční elektrárna využívá vodu z rybníka ve výšce 400 m. Elektrárna Lucendro, postavená ve 40. letech 20. století, patří od roku 2015 společnosti Azienda Elettrica Ticinese (AET).
Navzdory tlaku tranzitní dopravy je Airolo hojně navštěvovaným rekreačním střediskem. Airolo bylo prvním lyžařským střediskem v Ticinu a dosud je velmi významné. Lyžařský areál Pesciüm na severním svahu v jižní části obce zahrnuje pět lyžařských vleků, sedačkovou lanovku a dvě lanovky a umožňuje přístup na 30 náročných kilometrů sjezdovek v nadmořské výšce 1175 až 2255 m. V létě je Airolo oblíbeným výchozím bodem pro pěší túry (Strada Alta, Sentiero degli Alpi).

## Doprava

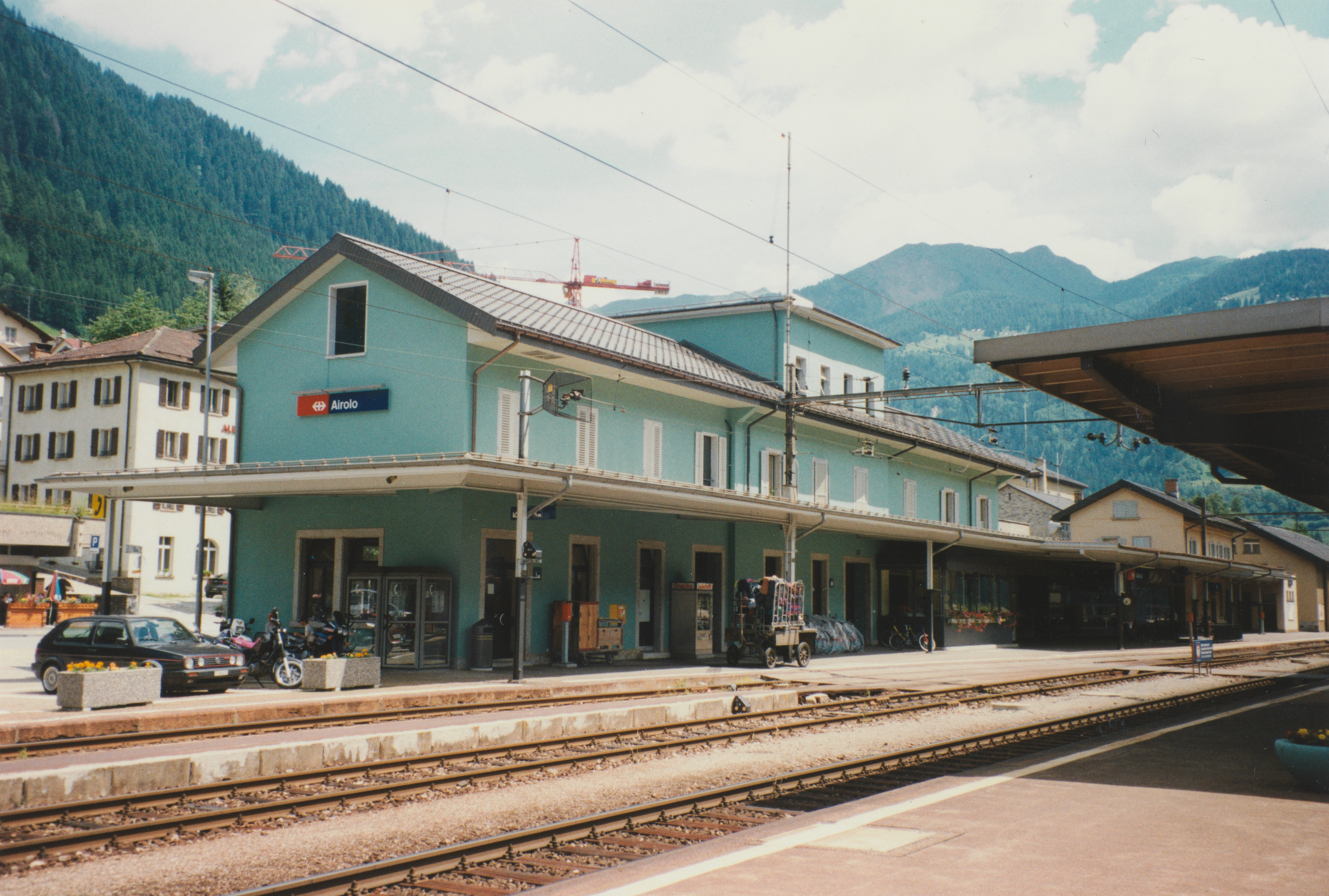
Železniční stanice Airolo

Airolo je železniční stanicí na Gotthardské dráze. Obec leží u jižního portálu železničního a silničního tunelu na dálnici A2. Stanice byla až do otevření Gotthardského úpatního tunelu v roce 2016 jednou z nejdůležitějších stanic na původní gotthardské trati.

## Pamětihodnosti
- Forte di Airolo, pevnost z roku 1890
- Farní kostel Santi Nazario e Celso z roku 1224

## Osobnosti
- Giuseppe Motta (1871–1940), spolkový rada a prezident Švýcarské konfederace
- Doris de Agostini, lyžařka
- Eugenio Corecco, římskokatolický biskup

## Zajímavost
Letní prázdniny roku 1895 trávil v Airolu Albert Einstein.